# 鄭曉龍
鄭曉龍（1952年—），中國導演、编劇、製片人，中國電影家協會第七屆理事。代表作品有電視劇《北京人在紐約》、《金婚》、《後宮甄嬛傳》及《羋月傳》等，是首位达成中国电视剧三大奖“最佳导演”大满贯的电视剧导演。

## 生平
1952年，郑晓龙出生，父亲是一名军人。1970年，郑晓龙参军入伍，因文笔优美成为一名宣传干事，退伍后成为北京人民广播电台的一名记者。1978年，郑晓龙考入北京大学分校，1982年毕业后进入北京电视制片厂工作。
1991年，鄭曉龍在美國創辦「華藝影視錄影節目有限公司」，並在北美負責中國大陸電視劇的發行，以及獨家代理中央電視臺在北美的錄影節目發行業務，這是中國在海外開闢的第一個電視節目發行陣營。鄭曉龍其後創造出中國大陸第一部長篇電視連續劇《四世同堂》、第一部長篇室內劇《渴望》、第一部貸款所拍攝的電視劇《北京人在紐約》、第一部喜劇系列片《編輯部的故事》以及第一部以天價賣出網路版權的電視劇《後宮甄嬛傳》，並發掘知名導演馮小剛、趙寶剛等人。姜文曾表示，當年寫完電影《陽光燦爛的日子》劇本後，找不到投資方，係因鄭曉龍的鼓勵及居中牽線之下才能將該部電影付諸拍攝。2012年，古裝電視劇《後宮甄嬛傳》在兩岸三地播出造成熱潮，其播映版權更銷售至日本等國並獲得好評。2013年，劇中女主角孫儷以此劇入圍國際艾美獎最佳女主角。

## 家庭
1985年4月，江苏省南京市召开了全国第三届中短篇小说奖颁奖礼，郑晓龙和王小平参加会议时结识，1990年王小平去美国学习，1992年郑晓龙去美国和她结婚，并且在美国生下一个儿子。

## 執導

### 電視劇
- 1994年：《北京人在紐約》
- 2001年：《永不放棄》
- 2004年：《刑警使命》
- 2006年：《將門風雲》
- 2006年：《金婚》
- 2007年：《生死十日》
- 2008年：《春草》
- 2009年：《我是老闆》
- 2010年：《金婚風雨情》
- 2011年：《女人幫》
- 2011年：《川東游擊隊》
- 2011年：《後宮甄嬛傳》
- 2012年：《新編輯部故事》
- 2012年：《小兩口》
- 2014年：《紅高粱》
- 2015年：《羋月傳》
- 2017年：《急診科醫生》
- 2021年：《功勳》
- 2022年：《幸福到萬家》
- 2025年：《藏海传》

### 電影
- 2001年：《刮痧》
- 2021年：《图兰朵：魔咒缘起》

## 製片
- 1990年：《渴望》

## 總策劃
- 1991年：《編輯部的故事》

## 藝術總監
- 2019年：《破局1950》

## 出品
- 2000年：《少年包青天》第一部
- 2001年：《少年包青天》第二部
- 2006年：《金婚》
- 2010年：《金婚風雨情》

## 個人獎項
- 2007年：北京電視臺首屆影視盛典最佳導演
- 2008年：第14屆上海電視節白玉蘭獎最佳導演《金婚》
- 2008年：國劇盛典回響30年最具影響力人物
- 2009年：第27屆中國電視劇飛天獎優秀導演《金婚》
- 2012年：第2屆樂視影視盛典電視劇最佳導演《後宮甄嬛傳》
- 2012年：第18屆上海電視節白玉蘭獎最佳導演《後宮甄嬛傳》
- 2012年：第2屆搜狐視頻電視劇盛典最佳導演《後宮甄嬛傳》
- 2012年：第1屆橫店影視金牛獎最佳導演《後宮甄嬛傳》
- 2012年：第3屆樂視影視盛典最佳導演《後宮甄嬛傳》
- 2012年：第3屆澳門國際電視節最佳電視劇導演《後宮甄嬛傳》
- 2012年：2012國劇盛典最佳導演《後宮甄嬛傳》
- 2013年：第17屆北京影視春燕獎最佳導演《後宮甄嬛傳》
- 2013年：第1屆電視劇導演工作委員會年度評選表彰大會2012年度最佳導演《後宮甄嬛傳》
- 2014年：2014國劇盛典年度杰出贡献大奖《红高梁》
- 2015年：第17届华鼎奖中国百强电视剧最佳导演
- 2016年：第28届中国电视金鹰奖最佳电视剧导演：芈月传